# International Software Testing Qualifications Board
El Comité Internacional de Certificaciones de Pruebas de Software (International Software Testing Qualifications Board, ISTQB) es una organización internacional sin fines de lucro, creada en noviembre de 2002, en Edimburgo (Escocia), y registrada legalmente en Bélgica, basada en el trabajo voluntario de cientos de expertos en pruebas de software a nivel mundial.
Es responsable del esquema internacional de certificación profesional denominado "ISTQB Certified Tester" (Probador de Software Certificado del ISTQB).
Suministra el Programa de Estudio y el Glosario en los cuales se definen los estándares internacionales por nivel y se establecen las guías para la acreditación y evaluación de los profesionales de las pruebas de software a cargo de los comités de cada país.
A diciembre de 2017, el ISTQB ha administrado más de 785.000 exámenes y ha emitido más de 570.000 certificaciones alrededor del mundo.

## Catálogo de productos
Actualmente, el catálogo de productos de ISTQB sigue una estructura de matriz caracterizada por:
Niveles que identifica el progresivo incremento de objetivos de aprendizaje:
- Nivel inicial (foundation).
- Avanzado.
- Experto.

Flujos que identifican grupos de módulos de certificación:
- Núcleo (core):
- Ágil.
- Especialista.

|          | Ágil | Núcleo | Especialista |
| -------- | ---- | ------ | ------------ |
| Inicial  | X    | X      | X            |
| Avanzado | X    | X      | X            |
| Experto  |      | X      |              |

- Núcleo: estos módulos corresponden a las certificaciones ISTQB «históricas» y son:
  - Cubre el tema de prueba de software de forma amplia, de manera horizontal.
  - Son válidas para muchas tecnologías / metodologías / dominio de aplicaciones.
  - Permiten un entendimiento común.

- Ágil: Estos módulos abordan las prácticas de prueba específicas para un SDLC «ágil» (Software Development Life Cycle, 'ciclo de vida del desarrollo de software').

- Especialista: Estos módulos son nuevos en el catálogo de productos de ISTQB y abordan temas específicos de una manera vertical:
  - Pueden abordar características de calidad específicas (por ejemplo, ISO 9126, usabilidad, seguridad, rendimiento, aceptación, etc. ).
  - Pueden abordar tecnologías que implican distintas orientaciones de pruebas específicas (por ejemplo, pruebas basadas en modelos, pruebas móviles, etc. ).
  - Se pueden relacionar con actividades de pruebas específicas (por ejemplo, automatización de pruebas, gestión de métricas de prueba, etc. ).
  - También pueden estar orientadas a un sector o un tipo de software en concreto (por ejemplo IA, automoción, videojuegos, industria del juego, etc.)

## Contenido de los exámenes
El examen ISTQB es teórico y requiere conocimientos de desarrollador de software, especialmente en el campo del software testing.
Los diferentes exámenes de nivel avanzado son más prácticos y requieren un conocimiento más profundo en áreas especiales. El líder de los probadores de software se ocupa de la planificación y el control del proceso de prueba. Las competencias de un probador analista, entre otros cosas, son las revisiones y los métodos de prueba de la caja negra. El analista de pruebas técnicas incluye pruebas de componentes (también llamadas pruebas unitarias) que requieren conocimientos de las pruebas de caja blanca y métodos de prueba no funcionales. Esta sección también incluye herramientas de prueba.

## Precondiciones previas entre certificaciones
Las precondiciones se relacionan con los exámenes de certificación y proporcionan una progresión natural a través del esquema ISTQB que ayuda a las personas a escoger el certificado más adecuado y los informa sobre el que necesitan saber. El nivel básico de ISTQB es un requisito imprescindible para los otros niveles superiores.
Cualquier especialista de nivel avanzado o un módulo especialista del nivel experto que esté vinculado a un módulo de especialista de nivel inferior requerirán las certificaciones en el nivel inferior.
Los módulos del nivel experto requerirán las certificaciones en el nivel avanzado correspondiente. Cualquier módulo de especialista de nivel avanzado que no esté vinculado a un módulo de especialista de nivel inferior requerirá el núcleo de fundamentos como condición previa.
Estas normas se representan desde un punto de vista gráfico en el mapa de la cartera de productos ISTQB.

## Examen
En los niveles inicial y avanzado los exámenes son de tipos test, en el que para cada pregunta se ofrecen distintas respuestas.
En los niveles inicial y avanzado la certificación es de por vida y no hay requisitos para la recertificación.

## Proveedores Acreditados de Formación
El ISTQB recomienda asistir a cursos de preparación para rendir los exámenes dictados por Proveedores Acreditados de Formación del ISTQB los cuales cumplen con todos los requisitos exigidos por el ISTQB para asegurar que se transmiten correctamente los contenidos de los programas de estudio y que se alcanzan los objetivos de los mismos.